# ぎゃる☆がん2
『ぎゃる☆がん2』（ぎゃるがん ツー、英題：Gal*Gun 2）は、インティ・クリエイツ発売のゲームソフト。PlayStation 4・Nintendo Switch版が2018年3月15日に発売され、PC（Steam /DMM GAME PLAYER）が7月20日に配信開始。
『ぎゃる☆がん』シリーズの4作目。Switch版はシリーズ初の任天堂製プラットフォーム向けタイトルとなる。
本作の物語は『ぎゃる☆がん だぶるぴーす』の直接の続編にあたり、ゲームシステムは先に2017年8月リリースされたSteam VR・DMM GAME PLAYER・Virtual Gate向け3作目『ぎゃる☆がんVR』に準拠している。
廉価版（BEST版）に2020年11月19日に発売され、Switchパッケージ版のみ（他機種ではDL専売）。

## 従来作からのゲームシステムの変更点

### シューティングパート
- 前述の通り『VR』に準拠し、従来のガンシューティング型から360度に視点変更が可能なFPS様のシステムに変更されている。
- 従来作までのユーザーインターフェースは体力ゲージとハートゲージ（ドキドキモード発動に必要）の２種類が表示されていたが、今作ではゲージの表示はなく（スコア表示あり）、女の子達の攻撃でダメージを受けるほど画面がピンク色になっていく演出がなされている。
- ズーム機能は前作『だぶるぴーす』と違い、衣服や壁などの障害物が透けて見える要素は撤廃されており、x2～x4まで拡大することができる。
- 本作では、従来作にあったチャージショット機能が廃止された。
- 本作では、『VR』同様新武器である「デビルスイーパー」に強化した後、吸い込み続けるとヒロイン達や敵モブキャラクター（女の子）は服を脱衣させることができる（好感度が上がっている）。
  - 脱衣してしまったヒロイン達や女の子達からの好感度が下がっている状態で「呼び出し」すると強制終了なので注意。
  - 前作同様、女の子達は3種類の悪魔っ娘状態になると新たに「ドクロマーク」文字が現れ、デビルスイーパーを吸い込み時ダメージ受けて5秒間の壊れる状態になるので注意。
- 『VR』と違い、本作では主人公（プレーヤー）のスマホのカメラである「パンチラ撮影」機能が廃止された。
- 『VR』同様、敵モブキャラクター（ヒロイン以外）の顔をズームするとハートゲージが表示され、ゲージが満タンになると「目がハート状態」となる。
  - 「目がハート状態」の敵モブキャラクター（女の子）をショットすると、周囲の女の子全員が昇天する（目がハート昇天）。
- 本作は前作と違い、エクスタシーショット（女の子達の弱点）のコンボ状態中に（女の子達の弱点以外）の場所に当たっても直後にエクスタシーショット（女の子達の弱点）に当たればコンボ継続される。なお、女の子からの攻撃を受けるとコンボ解除される。
- ドキドキモード発動は廃止され、前作のラストドキドキモードの代わりに前々作『ぎゃる☆がん』と同じまたは一人で様子は座れ、ミニ悪魔を探索すると討伐する方式に変更され、前作のダブルピース描写にも存在しない。
- 本作は、左右への覗き込み操作で敵モブキャラクター（女の子）の攻撃を回避することができる。
  - 女の子達は主人公を探索状態して、いわゆるステルスのようになった。
- 本作の操作にジャイロセンサー機能が追加され、オプションから切り替えことができる。
- モブキャラクターを全員倒すと現れる主人公の水色のシルエットにサークルを合わせショットする事で場所を移動できる。
  - 青のシルエットは物陰に隠れる時に出現する。
  - 緑のシルエットにショットするとステージクリアとなり、移動後に体力が少し回復（画面全体のピンク色は消え普通の視界に戻る）。
- 前作の特殊なアイテムである「しあわせくん」をショットで倒すか吸い込むと、体力とデビルスイーパーゲージが半分ずつ回復する。
- ステージクリア後、時間が朝・昼・夕方の場合は学校の教室で、夜の場合は主人公の自室へと移り本編以外の様々な要素を行える（自宅時はミッションプレイ不可）。
  - リザルト画面では従来作と違い、ランクスコアではなく悪魔を討伐したスコアに変更された。
- ミッション終了後、会話モードでヒロイン達を吸い込むと反応しないが、ショットすると会話することができる。

### デモパート（従来作のイベントパート）
- 本作は従来作のシミュレーション的な要素からオート再生時のみ（主人公のセリフ以外）デモに変更され、シューティングパート同様ショットや吸い込みは不可能だが、サイト移動とズームは可能である。
- 本作はデモ中時でもポーズメニューからスキップ機能が追加された。

### ストーリーモード
- 従来作の序盤で告白するキャラクターのルートを選択する方式から、20日間の制限時間内に複数のルートのエンディングに向けたストーリーを任意に選択する方式へと変更されている。
- ヒロイン達やモブキャラクターの好感度は従来作の選択肢方式からお菓子をあげる方式に変更となり、お菓子は本編中だけでなく「呼び出し（従来作の妄想する）に相当」でもあげることが可能。

### タイトルメニュー画面
- 本作のタイトルメニュー画面は従来作のステージから学校の教室や主人公の自室に変更された。
- 従来作のコレクションモード（CG画像、女の子一覧など）は削除され、ゲーム内の（ストーリーモード）にて同等の機能が使用可能。
- 前作『ばいりんぎゃる』同様オプションから2種類の言語設定（日本語・英語）の字幕とインターフェース（音声以外）を切り替えすることができ、前作と違いタイトルロゴ（日本語は『ぎゃる☆がん2』・英語は『Gal*Gun 2』）にも変更が可能になった。

### VRモード
本作の発売から間もなく、Steam版のプロパティから起動オプションコマンドに「-vr」を記述すると、ゲームを起動する時にVRモードへ移行するという「抜け道」の存在が指摘されていた。
ゲームニュースサイト・Game*Sparkからの連絡を受け、インティ・クリエイツはこの抜け道が不具合であることを認め、修正に入った。
その後、2018年11月29日には、Steam向けのDLCとして、本作の全要素をVR化できる「どきどき☆VRモード」が配信された。

## ストーリー
ある日、主人公は学校にいたところ、彼のスマホの画面がピンク色に光る。すると、小包が突如届き、中からおもちゃの銃のような物（デビルスイーパー）と不思議なゴーグル（フェロモンゴーグル）が出て来る。フェロモンゴーグルを被ると、天使の「りーす」が目の前に現れる。
主人公は、悪魔を撃退する為奮闘する事になる。

## 登場人物
※主人公の名前は決められていないため、便宜上「主人公」とする。

### メインキャラクター
プレイヤー（名無し）
本作の主人公で、名前は明かれていない。桜咲第三高等学校の2年生。周囲の人物からは「あなた」「マスター」などと呼ばれている。また前作までのテンゾウやホウダイと違い台詞は殆ど用意されておらず、明確な性格なども不明となっている。
ひょんなことから天使の「りーす」と共に、悪魔を撃退する為奮闘する事になる。ゴーグルやりーすは通常の人間には視認不可能となっているが、ちるやなな子、しのぶや真夜など例外も居る。
天使 りーす（Risu the Angel）
声 - 木村千咲
身長：158cm／3サイズ：B:89cm/W:60cm/H:90cm／血液型：不明／誕生日：不明
主人公の呼び方：お客様→マスター
好みのお菓子：ゴールデンパッキー、マカロン、ゴリラチョコ
本作のメインヒロインの一人。天界のエンジェルリング社に勤める新入社員。イメージカラーは黄色だが、頭部の輪っかの色は前作のエリート天使・えころ（イメージカラーは水色）同様、ピンク色。眉が太い。主人公を悪魔退治のパートナーに選ぶ。物語の途中までは自分の事を「しっかり者のお姉さん」と自称しているが、カードキーを落としてしまい、それを悪魔のくろなに見られた後は「何をやっても失敗が多い」という自らの性格を認めた。更に、このカードキーが無いと彼女は天界へ帰れない為（バッドエンドではカードキーの回収期限を超えたため天界へ帰れなくなってしまった上、主人公のフェロモンゴーグルが外せなかった）、取り返すまで主人公の家に泊まる事になった。「しょんなー（そんなー）」、「ふぁいおー（ファイトー）」など独特の台詞も話す。
近藤 ちる（こんどう ちる）
声 - 松田利冴
身長：147cm／3サイズ：B:75cm/W:54cm/H:78cm／血液型：AB型／誕生日：4月4日
主人公の呼び方：にぃ様
好みのお菓子：パッキー（通常、イチゴ、ゴールデン）、うまうま棒、ポテチップ
本作のメインヒロインの一人で、主人公の家の隣にある、元駄菓子屋に住む少女。桜咲第三高等学校の1年生だが、引き籠りであり、学校には通っておらず外にも出たがらない。また、同様の理由から足に包帯を巻いてけがをしているように見せかけている。主人公の家にある窓からは彼女の部屋が見える為、窓越しに会話をしたりこちらの部屋に移って来たりもしている。人間が怖い為外に出るとなると怯えるが、主人公にだけは心を開いており、普通に会話が出来る。
レトロゲーマーであり、難易度が高い昔のゲームを好む。家には古い携帯ゲーム機の他、アーケードのような機器もあり、よくそれらで遊んでいる。その正体はりーすの同族であり、ゴーグルやりーすを真っ先に視認できた。元々は普通に天界で暮らしていたが、ある時人間界のオンラインゲームに興味を持ち、そのゲームのチャットで人間から悪口を叩かれた事がきっかけで人間に対し恐怖感と嫌悪感を示すようになる。それを見かねた女神から人間の事を学ぶために天使の力を封じられ、現在のような人間の姿になった。
玉前 なな子（たまさき ななこ）
声 - 谷口夢奈
身長：154cm／3サイズ：B:85cm/W:59cm/H:88cm／血液型：B型／誕生日：6月4日
主人公の呼び方：あなた
好みのお菓子：パッキー（イチゴ、ゴールデン）、マカロン、ポテチップ
本作のメインヒロインの一人。主人公の幼馴染にしてよき理解者である。桜咲第三高等学校の2年生であり、席も主人公とはとなり同士である。のんびりした性格をしている。
ちる同様、実は完全な人間ではなく、その正体は悪魔の父親と人間の母親に生まれたハーフである。彼女の影が悪魔に見えた事から、聖水を体に掛けて悪魔を追い払う儀式を受けた結果、逆に悪魔の血を活性化させてしまい、悪魔としての本性が露わになってしまう。これにより、これまで視認できなかったりーすやゴーグルなどが見えるようになり、りーすの髪飾りをする事で見た目は人間の姿を維持できるようになった。
儀式の後、悪魔本来の「悪戯をしたい」という本能にかられるようになり、バナナを店で見かけると、その皮で誰かを滑らせようかなと考えたり、主人公の下駄箱や弁当箱、机など周囲の物に焼きそばパンを詰め込むなどの悪戯をするようになっていた。この事で悩んだ末、一度くろなに連れられ魔界へ戻り、完全に悪魔の力をコントロール出来るようになり戻って来る事を決意、そのまま魔界へと行ってしまう。その後、パワーを最大限にまで引き出したくろなに主人公らが追い詰められた所へ姿を現し、くろな以上のパワーが詰まったオーラを見せ、くろなを怯ませる。どうやら悪魔の力の才能はあったようであり、魔界での修行もあっさりと終わり帰って来る事が出来た。そして、また主人公の隣に座る。因みに母親は彼女が気付いてくれるのを待っていたようで、自分が悪魔なのかと尋ねた所、父親共々大喜びしたという。なお、りーすは悪魔の気配を感じ取る事が可能だが、当初は彼女の中の悪魔の血が活発化していなかった為か、気配を全く感じ取れず普通の人間と誤認していた。
彼女のルートではショットすると現れる黒い雲を吸い込む必要があるため、デビルスイーパーを必要する。

### 前作「だぶるぴーす」の登場人物
※神園姉妹はサブヒロインだが、攻略ルートはない。呼び出しやドキドキモード（妄想する）は可能。
悪魔 くろな（Kurona the Devil）
声 - 藤田彩
身長：144cm／3サイズ：B:71cm/W:53cm/H:77cm／血液型：不明／誕生日：不明
主人公の呼び方：アホ人間→人間
好みのお菓子：パッキー（通常、ゴールデン）、ゴリラチョコ
前作及び本作のメインヒロインの一人。悪魔学校中等部の3年生。「～DEATH。」が口癖である。今作は苗字が表示された。
主人公らへの悪さの他、前作同様しのぶや真夜にも悪事を働く。ただ、彼女にとっては卒業が掛かっている試験でもあり、それを邪魔する者を追っ払っているという感じである。実際、悪魔を人間にする方法を聞かれた際は悪事を行わずに教えている。
彼女のボス戦は前作と違い、ある程度ショットを当てると大量のミニくろなに分裂し、ミニくろなをデビルスイーパーで全て吸い込むと勝利となる。
『マイティガンヴォルト バースト』及び『ぎゃるガンヴォルト バースト』ではDLCプレイアブルキャラクターの一人である。
神園 しのぶ（かみぞの しのぶ）
声 - 上間江望
身長：162cm／3サイズ：B:88cm/W:60cm/H:89cm／血液型：O型／誕生日：7月5日
主人公の呼び方：あなた
好みのお菓子：パッキー（通常、ゴールデン）、マカロン
前作のヒロインの一人。2年生で、真夜の姉。サイドミッションに登場。前作の主人公・ホウダイの幼馴染で、悪魔ハンターである。今作ではホウダイの名前を口には出さない。前作でのストーリーの事も有り、りーすとフェロモンゴーグル、デビルスイーパーを視認可能。プライドが高く素直ではないが主人公の事は認めている。初対面のミッションでは、前作に於ける彼女と真夜に告白するルートの最終面である公園を攻略する事になる(終着点も同じ場所)。又、前作同様窓にはまり姉妹共々出られなくなる（ただし、真夜は前作では窓にはまらない）。自らを「悪魔退治のプロフェッショナル」と名乗るなど上記のようにプライドが高く、その為主人公が悪魔をまとめて吸い込めるデビルスイーパーを使用しているのを見た際は「ずるい」と悔しがっていた。
神園 真夜（かみぞの まや）
声 - 橋本ちなみ
身長：152cm／3サイズ：B73cm/W49cm/H80cm／血液型：O型／誕生日：2月3日
主人公の呼び方：せんぱい
好みのお菓子：パッキー（イチゴ、ゴールデン）、うまうま棒
しのぶと同様で前作のヒロインの一人。1年生で、しのぶの妹。サイドミッションに登場。前作の主人公・ホウダイの幼馴染の一人で、心優しい性格をしている。ホウダイのことは「ほー兄ぃ」と呼ぶ一方、姉のしのぶのこと「しのぶちゃん」と呼ぶ。やや小声でたどたどしい口調。りーすとフェロモンゴーグル、デビルスイーパーを視認可能で、それらについての知識も有る。

### モブキャラクター
本作は前作同様約60人いるが、一部前作のモブキャラクター（双子姉妹など）は登場しない。主人公の呼び方は「君（キミ）」、「あなた」、「アンタ（あんた）」、「少年」、「ご主人様」、1年生のみ「先輩（センパイ）」など。また、前作同様隠しモブキャラクターであるマイペースな幽霊少女「遊霊野 幽子（ゆうれいの ゆうこ）」にも登場している。

## 機種ごとの違い
※「ママキタ画面」は従来作と違い、コマンドRPGからシミュレーションADVに変更されている。
PlayStation 4版
PlayStation VRに対応していないが、PS4 Proでは初シリーズの画面解像度は4K（2160p）に対応している。
Nintendo Switch版
フレームレートは60fpsではなく30fpsになった。
前作と違い、携帯モードではタッチスクリーンに対応していない。
Windows版
前作同様マウス・キーボードとXInputゲームパッドに対応している。
ゲーム中のオプションから「グラフィック設定」に追加。
ゲーム中のオプションから「ボタン設定」では"決定ボタンの切替"に追加され、AボタンやBボタン（Steam/Xbox/Switch）又は○ボタンや×ボタン（DUALSHOCK 4）を選ぶことができ、Switch系ボタン指示と違い、Xbox系ボタン指示よりも逆にあるので注意。
ジャイロセンサー機能を使用するが、Xbox系コントローラでは機能していない（Steam版のみ）：
Steam コントローラ、DUALSHOCK 4 コントローラ（SIXAXIS機能）と、Nintendo Switch Pro コントローラ

## 開発
本作はPlayStation 4向けのソフトとして開発をスタートし、途中からSwitch版の開発も始まった。伊東は大変だと思いつつも、持ち運びのできるSwitchとシューティングゲームの相性は悪くなかったと前述のインタビューの中で振り返っている。
本作のシステムは、『ぎゃる☆がんVR』で見送られた要素や、寄せられた要望を突き詰めて構築された。
本作は第一作からシステムが大幅に変更されたため、ナンバリングタイトルとなった。
本作の開発に参加したデザイナーの伊東大典はタイトルのつけ方には悩んだと電撃オンラインとのインタビューの中で明かしており、「順番でいくと『『ぎゃる☆がん3』でいいんじゃないの？』という話もあったのですが、『だぶるぴーす』というタイトルには数字の“2”が入っていないので、並び的に美しくないと思いました。[中略]ただ、こういうリアクション〔ファンからなぜ『3』ではなく『2』にしたのかという指摘〕が来るのは予想していました。それを含めてネタになるし、『これも『ぎゃる☆がん』っぽくていいだろう』という結論になりました。」と振り返っている。
本作の開発にはUnreal Engine4が用いられており、同エンジンによって開発がしやすくなったと伊東はインタビューの中で振り返っている。

### キャスティング
本作に登場する近藤ちるの役には松田利冴が起用された。松田が当時通っていた日本ナレーション演技研究所の卒業生たちが『ぎゃる☆がん』に出演していたことから、松田は同作にあこがれを抱いており、出演が決まった時は周囲から祝福された気分だったと、電撃オンラインとのインタビューの中で振り返っている。
松田は収録の様子について、「オーディションの時点でのどが万全ではないと考え、本番でそれを果たそうとしたところ、かわいくなりすぎだと指摘されて驚いた」と話している。また、指示を出すスタッフが真後ろにいたため、恥じらう様子が見られなくて演じやすかったと話す一方、喘ぎ声が難しかったとも話している。
松田は主題歌である「オトメのヨクボウ☆でんじゃらす」の歌唱にも参加しており、パフォーマンスに当たってはちるの性格を踏まえたうえであえてうまく歌わないようにしようと心掛けたと話している。

## ドイツにおけるレーティング審査拒否
2018年2月8日、インティ・クリエイツはドイツのソフトウェア事前審査機構（USK）が本作の審査を拒否したため、本作をドイツで宣伝したり販売することができなくなったことを明らかにした。
日本国外での販売を手掛けるPQubeはRice Digitalに寄せたコメントの中で失望感をあらわにした。
AUTOMATONのTaijiro Yamanakaは、USKが本作で新たに導入されたデビルスイーパーを問題視した可能性を指摘しつつも、これまで『クリミナルガールズ2』や『VALKYRIE DRIVE -BHIKKHUNI-』がドイツでの発売を禁止されたことを踏まえるとやむを得ない判断かもしれないと述べている。

## 主題歌
オープニングテーマ「オトメのヨクボウ☆でんじゃらす」
作詞 - ハコファクトリィ / 作曲 - 山田一法 / 編曲 - TAKUYA (INOHEADPARK jAcKp☆TrASH)
歌 - 木村千咲、谷口夢奈、松田利冴